# Athyrium daxianglingense
Athyrium daxianglingense är en majbräkenväxtart som beskrevs av Ren-Chang Ching och H. S. Kung. Athyrium daxianglingense ingår i släktet Athyrium och familjen Athyriaceae. Inga underarter finns listade.